# Lijst van administratieve eenheden in Gia Lai
Deze lijst bevat een overzicht van administratieve eenheden in Gia Lai (Vietnam).
De provincie Gia Lai ligt in de Centrale Hooglanden van Vietnam dat ook wel Tây Nguyên wordt genoemd. De oppervlakte van de provincie bedraagt 15.536,93 km² en telt ruim 1.185.000 inwoners. Gia Lai is onderverdeeld in één stad, twee thị xã en veertien huyện.

## Stad

### Thành phốPleiku
- Phường Chi Lăng
- Phường Diên Hồng
- Phường Đống Đa
- Phường Hoa Lư
- Phường Hội Phú
- Phường Hội Thương
- Phường Ia Kring
- Phường Phù Đổng
- Phường Tây Sơn
- Phường Thắng Lợi
- Phường Thống Nhất
- Phường Trà Bá
- Phường Yên Đỗ
- Phường Yên Thế
- Xã An Phú
- Xã Biển Hồ
- Xã Chư HDrong
- Xã Chư á
- Xã Diên Phú
- Xã Gào
- Xã Ia Kênh
- Xã Tân Sơn
- Xã Trà Đa

## Thị xã

### Thị xãAyun Pa
- Phường Cheo Reo
- Phường Đoàn Kết
- Phường Hòa Bình
- Phường Sông Bờ
- Xã Chư Băh
- Xã Ia Rbol
- Xã Ia RTô
- Xã Ia Sao

### Thị xãAn Khê
- Phường An Bình
- Phường An Phú
- Phường An Phước
- Phường An Tân
- Phường Ngô Mây
- Phường Tây Sơn
- Xã Cửu An
- Xã Song An
- Xã Thành An
- Xã Tú An
- Xã Xuân An

## Huyện

### HuyệnChư Păh
- Thị trấn Phú Hòa
- Xã Chư Đang Ya
- Xã Chư Jôr
- Xã Đăk Tơ Ver
- Xã Hà Tây
- Xã Hòa Phú
- Xã Ia Khươl
- Xã Ia Kreng
- Xã Ia Ly
- Xã Ia Mơ Nông
- Xã Ia Nhin
- Xã Ia Phí
- Xã Nghĩa Hòa
- Xã Nghĩa Hưng
- Xã La Ka

### HuyệnChư Pưh
- Thị trấn Nhơn Hòa
- Xã Chư Don
- Xã Ia Blứ
- Xã Ia Hla
- Xã Ia Le
- Xã Ia Phang
- Xã Ia Dreng
- Xã Ia Hrú
- Xã Ia Rong

### HuyệnChư Sê
- Thị trấn Chư Sê
- Xã Ayun
- Xã Albá
- Xã Bar Măih
- Xã Bờ Ngoong
- Xã Chư Pơng
- Xã Dun
- Xã Hbông
- Xã Ia Hlốp
- Xã Kông Htok
- Xã Ia Blang
- Xã Ia Glai
- Xã Ia Ko
- Xã Ia Pal
- Xã Ia Tiêm

### HuyệnChư Prông
- Thị trấn Chư Prông
- Xã Bàu Cạn
- Xã Bình Giáo
- Xã Ia Băng
- Xã Ia Bang
- Xã Ia Boòng
- Xã Ia Drang
- Xã Ia Ga
- Xã Ia Kly
- Xã Ia Lâu
- Xã Ia Me
- Xã Ia Mơ
- Xã Ia Ô
- Xã Ia Phìn
- Xã Ia Pia
- Xã Ia Piơr
- Xã Ia Tôr
- Xã Ia Vê
- Xã Thăng Hưng
- Xã Ia Púch

### HuyệnĐăk Đoa
- Thị trấn Đăk Đoa
- Xã A Dơk
- Xã Đak Krong
- Xã Đăk Sơmei
- Xã Glar
- Xã H'Neng
- Xã Hà Bầu
- Xã Hà Đông
- Xã Hải Yang
- Xã Hnol
- Xã K'Dang
- Xã Kon Gang
- Xã Nam Yang
- Xã Tân Bình
- Xã Trang
- Xã Ia Băng
- Xã Ia Pết

### HuyệnĐăk Pơ
- Xã An Thành
- Xã Cư An
- Xã Đăk Pơ (xã)
- Xã Hà Tam
- Xã Phú An
- Xã Tân An
- Xã Ya Hội
- Xã Yang Bắc

### HuyệnĐức Cơ
- Thị trấn Chư Ty
- Xã Ia Din
- Xã Ia Lang
- Xã Ia Dơk
- Xã Ia Dom
- Xã Ia Kla
- Xã Ia Krêl
- Xã Ia Kriêng
- Xã Ia Nan
- Xã Ia Pnôn

### HuyệnIa Grai
- Thị trấn Ia Kha
- Xã Ia Bă
- Xã Ia Dêr
- Xã Ia Grăng
- Xã Ia Hrung
- Xã Ia Khai
- Xã Ia Ô
- Xã Ia Pếch
- Xã Ia Sao
- Xã Ia Yok
- Xã Ia Chiă
- Xã Ia Krai
- Xã Ia Tô

### HuyệnIa Pa
- Xã Chư Mô
- Xã Chư Răng
- Xã Ia K'Dăm
- Xã Ia M'Rơn
- Xã Ia Trôk
- Xã Ia Broăi
- Xã Kim Tân
- Xã Pờ Tò
- Xã Ia Tul

### HuyệnK'Bang
- Thị trấn K'Bang
- Xã Đăk Rong
- Xã Đăk H'Lơ
- Xã Đak Smar
- Xã Đông
- Xã K'Rong
- Xã Kon P'Ne
- Xã Kông Bơ La
- Xã Kông Lơng Khơng
- Xã Lơ Ku
- Xã Nghĩa An
- Xã Sơ Pai
- Xã Sơn Lang
- Xã Tơ Tung

### HuyệnKông Chro
- Thị trấn Kông Chro
- Xã An Trung
- Xã Chơ Long
- Xã Chư Krey
- Xã Đăk Kơ Ning
- Xã Đăk Pling
- Xã Đắk Pơ Pho
- Xã Đăk Song
- Xã Đak Tơ Pang
- Xã Kông Yang
- Xã Sró
- Xã Ya Ma
- Xã Yang Nam
- Xã Yang Trung

### HuyệnKrông Pa
- Thị trấn Phú Túc
- Xã Chư Drăng
- Xã Chư Gu
- Xã Chư Ngọc
- Xã Chư Rcăm
- Xã Đất Bằng
- Xã Ia Hdreh
- Xã Ia Mah
- Xã Ia Rmok
- Xã Krông Năng
- Xã Phú Cần
- Xã Uar
- Xã Ia Rsai
- Xã Ia Rsươm

### HuyệnMang Yang
- Thị trấn Kon Dơng
- Xã Ayun
- Xã Đăk Djrăng
- Xã Đak Jơ Ta
- Xã Đak Ta Ley
- Xã Đăk Trôi
- Xã Đăk Yă
- Xã Đê Ar
- Xã Hra
- Xã Kon Chiêng
- Xã Kon Thụp
- Xã Lơ Pang

### HuyệnPhú Thiện
- Thị trấn Phú Thiện
- Xã Ayun Hạ
- Xã Chrôh Pơnan
- Xã Chư A Thai
- Xã Ia Ake
- Xã Ia Hiao
- Xã Ia Peng
- Xã Ia Piar
- Xã Ia Sol
- Xã Ia Yeng